# Ludwika Jahołkowska-Koszutska

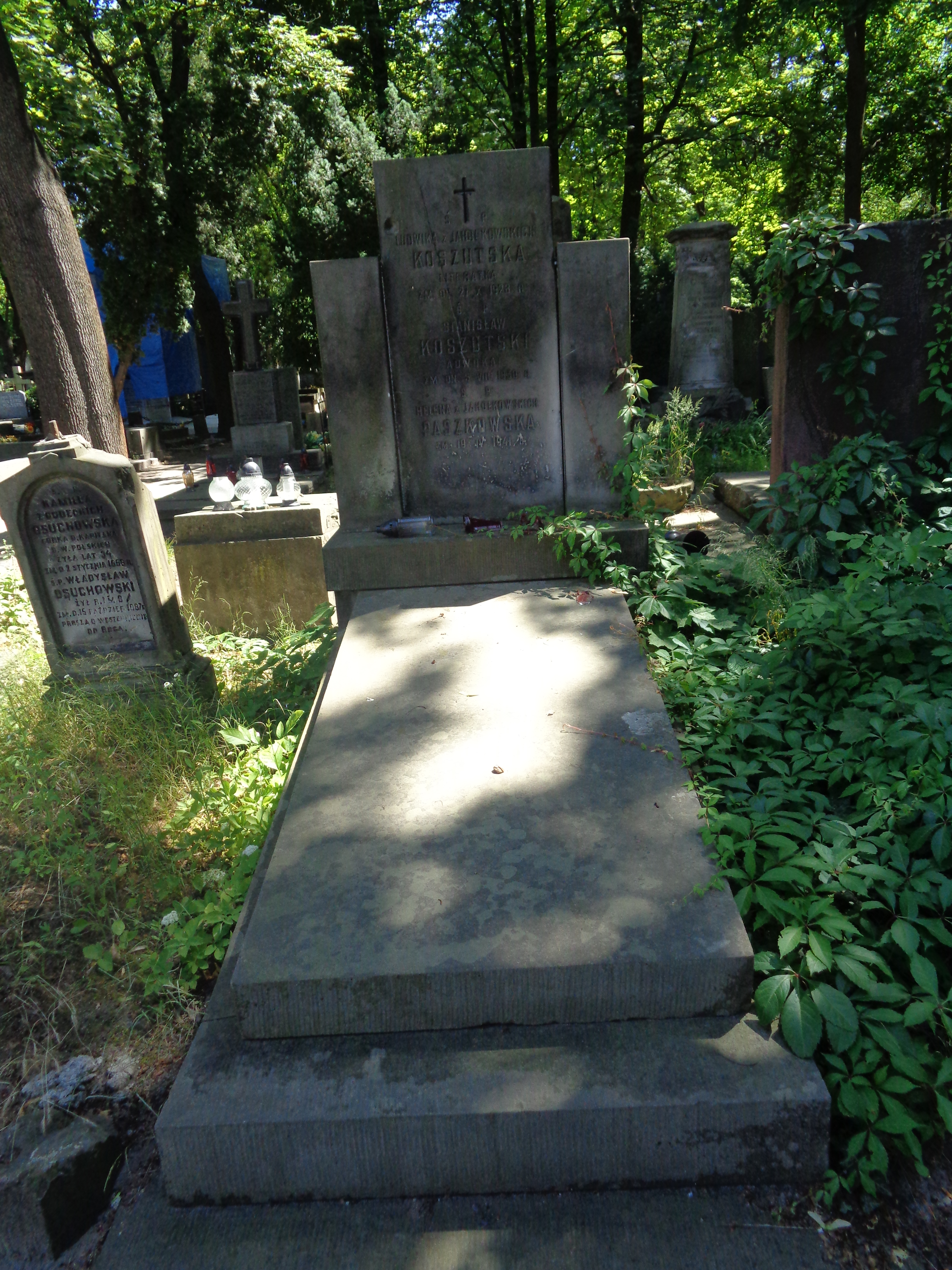
Grób Ludwiki Jahołkowskiej-Koszutskiej na cmentarzu Powązkowskim

Ludwika Jahołkowska-Koszutska (ur. 1872, zm. 27 października 1928 w Warszawie) – polska aktywistka feministyczna, nauczycielka i pisarka, radna Warszawy.

## Życiorys
Urodziła się w 1872 roku. We wczesnej młodości publikowała utwory literackie, a następnie zaangażowała się w działalność edukacyjną i społeczną. W latach 1905–1907 działaczka Związku Polskiego Równouprawnienia Kobiet. W 1907 była w gronie założycielek Polskiego Stowarzyszenia Równouprawnienia Kobiet i wkrótce została prezeską tej organizacji.
Uważała I wojnę światową za czynnik przyspieszający proces równouprawnienia kobiet z mężczyznami. Po wojnie przez osiem lat była radną Warszawy, należąc do Koła Reform Demokratycznych. Była jedną z założycielek Centralnego Komitetu Równouprawnienia Politycznego Kobiet Polskich i jego następcy, Klubu Politycznego Kobiet Postępowych. Była założycielką i wykładowczynią bezpłatnych kursów dla analfabetów w Mławie.
Zmarła 27 października 1928 roku na chorobę serca. Została pochowana razem z mężem Stanisławem Koszutskim na cmentarzu Powązkowskim w Warszawie (kwatera 69-6-3).

## Wybrane publikacje
- Odpowiedź (1893)
- Spotkanie (1899)

### Utwory dla dzieci
- W domu (ilustrowany przez Tadeusza Jaroszyńskiego)
- W ogródku dziecięcym (współautorstwo z Wierą Zapolską-Downar)

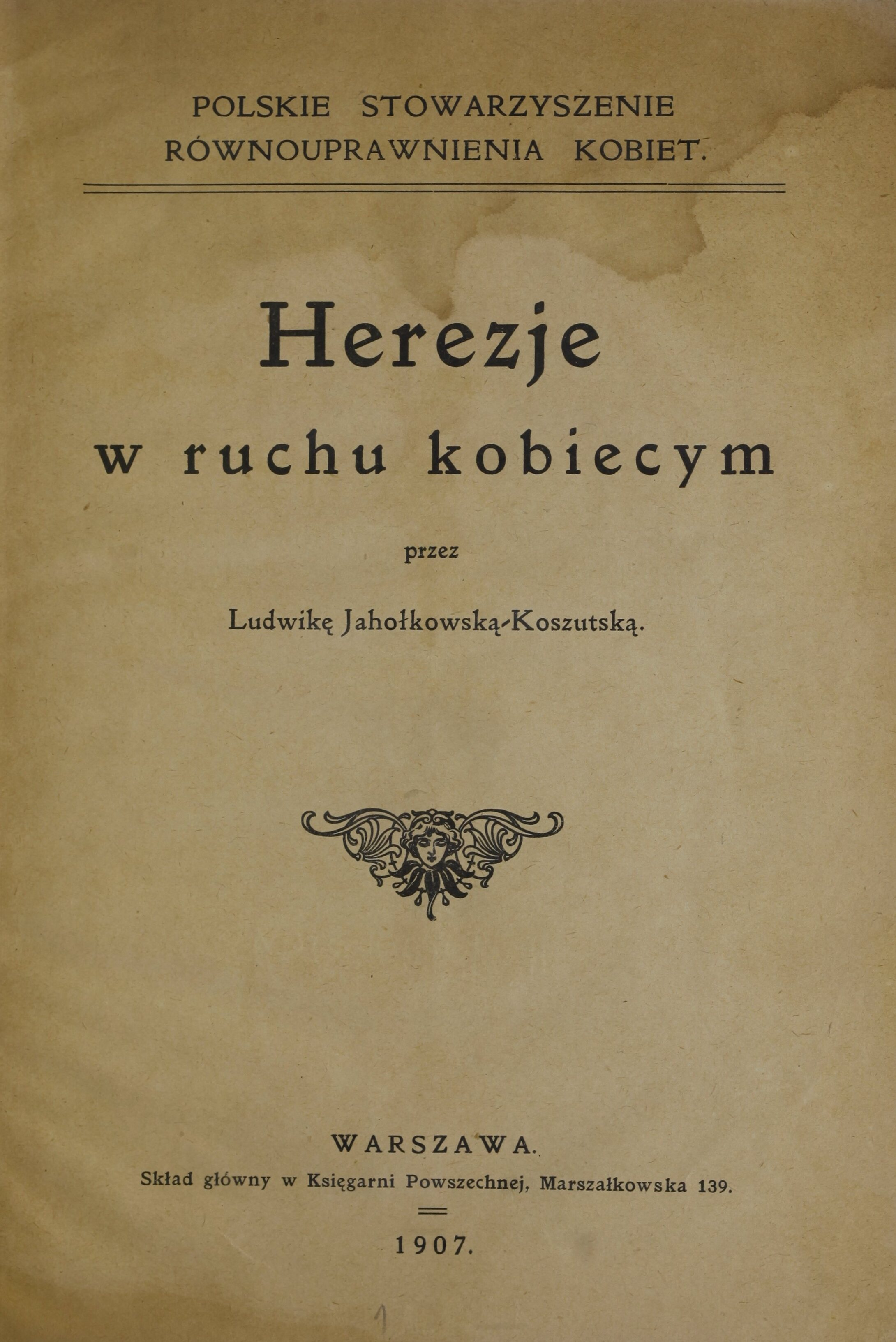
Herezje w ruchu kobiecym (wyd. 1907)
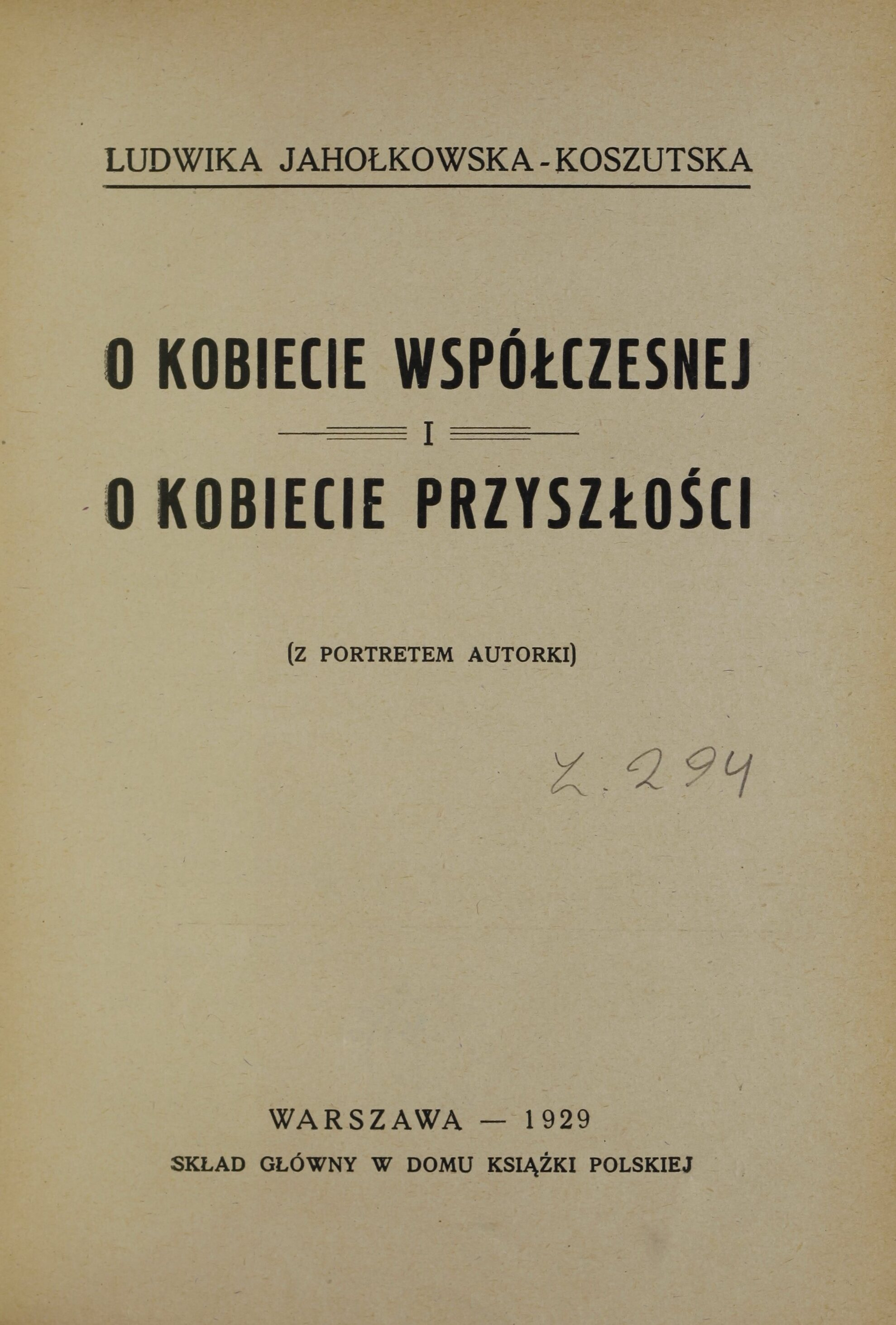
O kobiecie współczesnej i o kobiecie przyszłości (wyd. 1929)
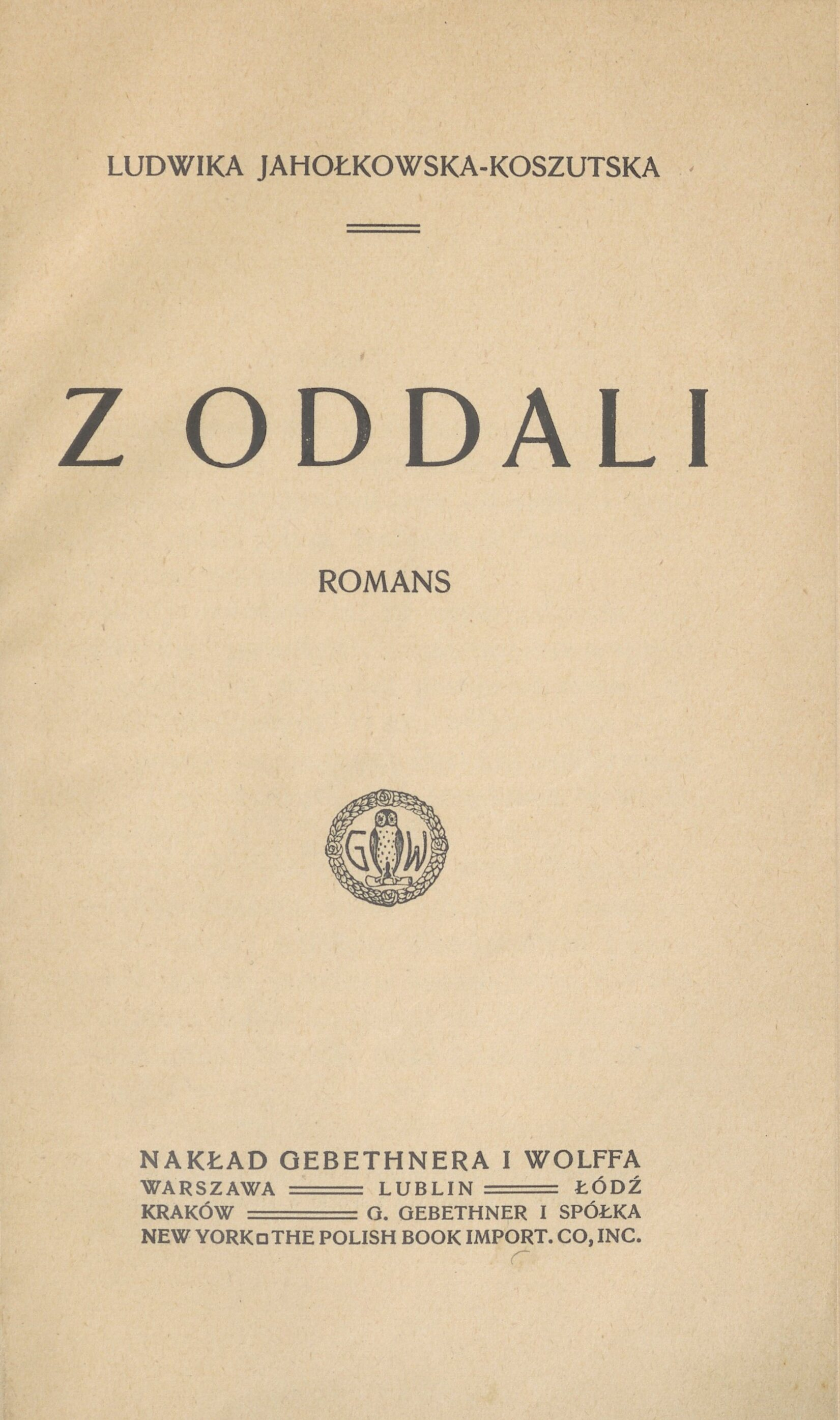
Z oddali: romans (wyd. 1912)